# F43断層
F43断層（F43だんそう）は、能登半島の北側に沿って分布する長さ100km超えの活断層である。2024年1月1日に発生した令和6年能登半島地震を引き起こした可能性のある断層でもある。この活断層は逆断層型で、45度の東傾斜が確認されている。
なお、この記事で使われている名称「F43断層」は、さまざまな別名が存在するが（後述）、ここでは国土交通省が2014年にまとめた報告書で使われている「F43」と表記する。Fは英語で断層を意味する「fault」の頭文字。

## 概要
この断層は2014年、東日本大震災を受けて海底地震の想定を見直し、国土交通省の報告書としてまとめられた活断層の1つである。報告書では、F43に伴ってF42断層がずれ動いた場合に最大でM7.6の地震が発生すると考えられていた。これは阪神・淡路大震災の約2.8倍、平成28年熊本地震の本震の約8倍のエネルギーに相当する。F43は、さらに細かい断層の分類がされており、東側からそれぞれ珠洲沖セグメント、輪島沖セグメント、猿山沖セグメント、門前沖セグメントで構成される。

## 周辺で起きた主な地震
- 2007年3月25日 能登半島地震 Mj6.9（Mw6.7）[4]
- 2020年-継続中 能登群発地震 最大Mj7.6（Mw7.5）
  - 2022年6月19日 石川県能登地方を震源とする地震 Mj5.4（Mw5.1）[5]
  - 2023年5月5日 奥能登地震 Mj6.5（Mw6.2）[6]
  - 2024年1月1日 能登半島地震 Mj7.6（Mw7.5）[7]

## 隆起と段丘地形
能登半島では、以前から能登半島北岸で完新世の海成段丘が形成されていたことが調査で確認され、地殻変動で更新世海成段丘とは別の段丘として形成されていたことがわかっていた。2024年には能登半島地震の引き金となったとされるF43による一連の活動によって新たな隆起が発生し、その隆起量は輪島市門前町五十洲の漁港で4メートルにもなった。この隆起量は現地では数千年相当の地殻変動で、他の地震によるそれと比べても相当な変化だった。また、これによってさらに新しい海成段丘が形成され、専門家は「100万年以上前から繰り返し起こる地震によって隆起が累積して、半島自体が形成されたと考えられる。」と述べている。

## F43の別名
- NT2〜NT9の小断層（東大地震研）[13][14]
- W7（国土交通省がF43について検討会を開いたときに使われた仮名）

## 周辺の断層
- F42断層[1]
- F44断層[1]
- F45断層[1]
- F46断層[1]
- 邑知潟断層帯[15]